# Independence (Virginie)
Pour l’article homonyme, voir Independence.
La ville américaine d’Independence est le siège du comté de Grayson, dans l’État de Virginie. Lors du recensement de 2010, sa population s’élevait à 947 habitants.

## Source
- (en) Cet article est partiellement ou en totalité issu de l’article de Wikipédia en anglais intitulé « Independence, Virginia » (voir la liste des auteurs).